# Shibei
Der Stadtbezirk Shibei (市北区,  Shìběi Qū – „Nordstadt“) ist ein Stadtbezirk in der chinesischen Provinz Shandong. Er gehört zum Verwaltungsgebiet der bezirksfreien Stadt Qingdao. Shibei hat eine Fläche von 66 km² und 1.020.715 Einwohner (Stand: Zensus 2010).

## Administrative Gliederung
Auf Gemeindeebene setzt sich der Stadtbezirk aus sechzehn Straßenvierteln zusammen. 